# استویچو ملادنوف
استویچو ملادنوف (بلغاری: Стойчо Димитpoв Младенов؛ زادهٔ ۱۲ آوریل ۱۹۵۷) بازیکن سابق و مربی فوتبال اهل بلغارستان است.
از باشگاه‌هایی که در آن بازی کرده‌است می‌توان به باشگاه ورزشی اولیاننسه، باشگاه فوتبال ویتوریا ستوبال، باشگاه فوتبال الاتحاد اسکندریه، باشگاه فوتبال الاهلی عربستان سعودی، باشگاه ورزشی اشتوریل پرایا، باشگاه فوتبال لیتکس لووچ، باشگاه فوتبال بلننسس، باشگاه فوتبال انپی، باشگاه فوتبال آتیراو، و باشگاه فوتبال زسکا صوفیه اشاره کرد.
وی همچنین در تیم ملی فوتبال بلغارستان بازی کرده‌است.